# Dvärgvädur

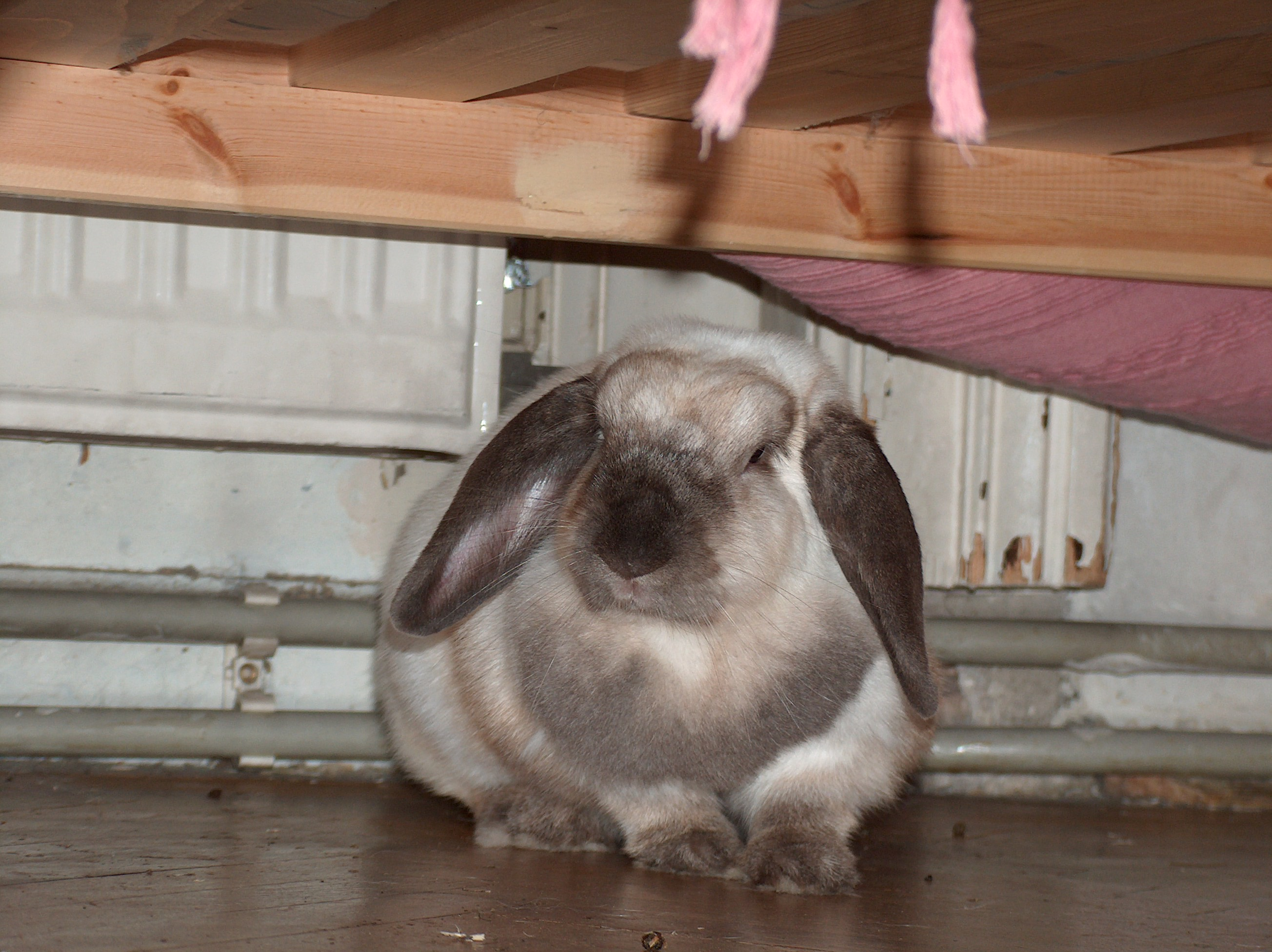
Dvärgvädur.

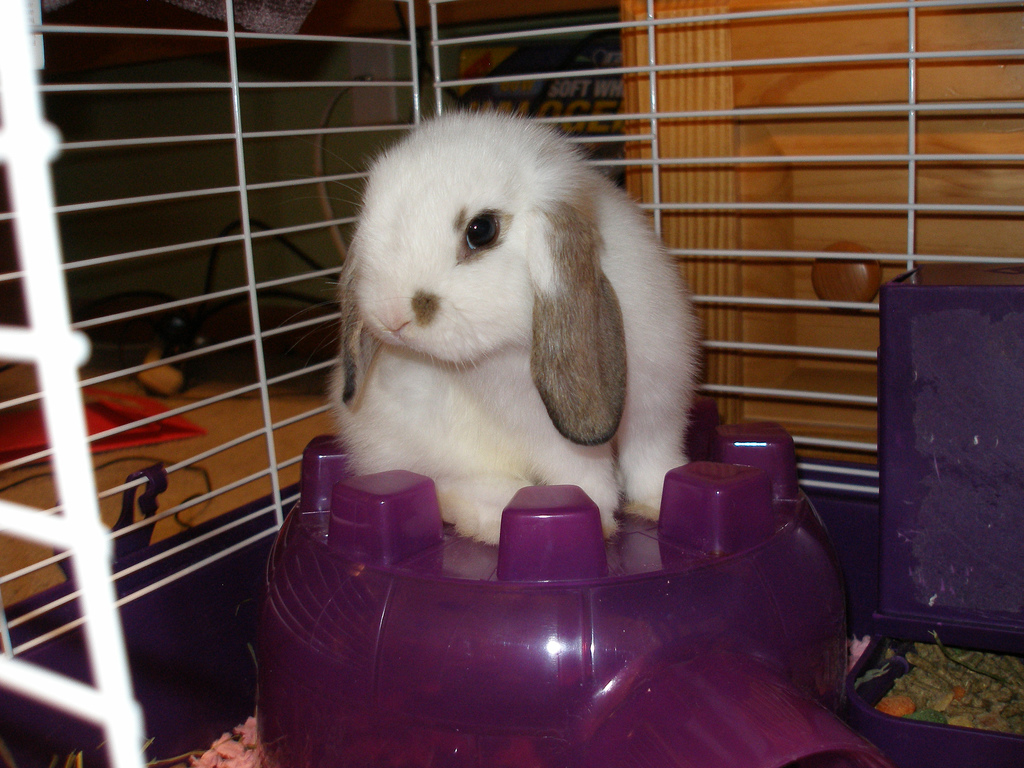
Kaninunge av rasen dvärgvädur.

Dvärgvädur är en kaninras, med hängande öron och en vikt kring 1,5–1,9 kg. Idealvikten för ett vuxet utställningsdjur är 1,7–1,9 kg. De är kompakta med ett trubbigt huvud. Dvärgväduren är den största dvärgrasen bland kaniner.

## Historia
Dvärgväduren är framavlad i Nederländerna av Adrian de Cock genom en korsning mellan hermelinkanin och fransk vädur. Först testades en korsning mellan en hermelinhona med fransk vädurshane, vilket misslyckades. Det blev dock lyckat med ett tvärt-om-förfarande och den första kullen föddes 1964. De första dvärgvädurskaninerna kom till Sverige 1972.

## Kännetecken
Dvärgvädurar är godkända i kaninstandardens alla färger och i hårlagen korthårig, rex, satin och angora samt numera även lejonhuvad dvärgvädur. Det tidigare godkända pälslaget Fuchs har ersatts av Cashmereväduren (som är lite större än dvärgvädur).
En vanlig teckning på dvärgvädurar är mantelteckning och innebär de godkända färgerna på ryggen, sidorna, huvudet och öronen. Magen, framtassarna och bröstet skall vara vitt. Enskilda vita fläckar i pannan och på nacken är godkänt. Kaniner med mer vitt kallas Brokade, och är ingen godkänd teckning enligt kaninavelsföreningens standard.    
Dvärgväduren har långa öron som hänger ner längs sidorna om huvudet, vilket medför nedsatt hörsel.

## Egenskaper och näring
Dvärgvädurar är ofta lugna och tillgivna och därmed lämpliga första-gångs-kanin, förutsatt rätt hantering. Dvärgväduren lämpar sig väl för kaninhoppning då den i allmänhet är lättlärd, främst när den är ung. I de högre klasserna kan den dock vara lite klumpig, men annars ger fri skuttning eller i koppel god motion. Man ska däremot inte låta ett barn ta hand om en kanin då en kanin är tidskrävande och behöver en mogen hantering.
Dvärgväduren trivs inomhus och är mest lämpade att ha frigående. Det är viktigt att kaninen får tempererat vatten minst två gånger per dygn. Med tanke på rasens aptit är det viktigt att begränsa kaninens ranson av kraftfoder (pellets), eftersom övervikt annars har lätt att uppstå. Kaninens huvudföda ska vara ett väldoftande hö. Annan arttypisk föda är gräs och örter, salladsmix på vintern kan ges torkat. De kan även få frukt och grönsaker. Minst 80 % av kaninens dagliga intag bör vara hö, 15 % sallad/grönt och 5 % pellets eller godsaker. Allt byte av foder måste ske under en övergångsperiod då kaniner har mycket känsliga magar.